# Truist

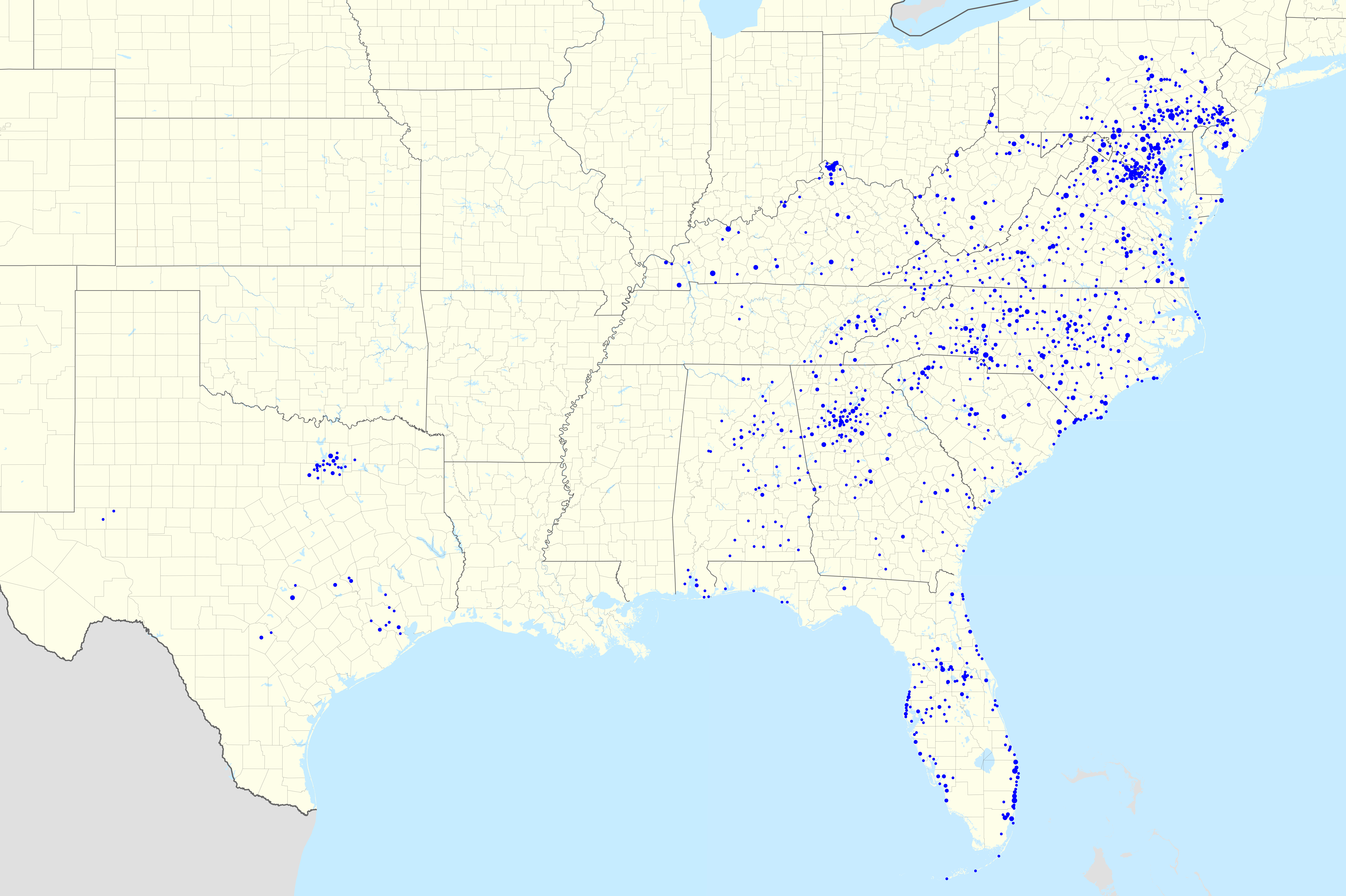
Carte des implantations de BB&T en 2015.

Truist est une banque des États-Unis basée à Charlotte dans la Caroline du Nord. Elle détient 100 agences dans les états du sud : Caroline du Nord, Caroline du Sud, Virginie, Maryland, Virginie-Occidentale, Kentucky, Tennessee, Géorgie, Floride, Alabama, Indiana et Washington, D.C.. Elle est le résultat de la fusion entre BB&T (sigle de Branch Banking and Trust) et SunTrust Banks en 2019.

## Histoire
En 1995, BB&T fusionne avec Southern National Bank pour l'équivalent en action de 2,2 milliards de dollars. L'ensemble aurait 535 agences et 8 700 employés, mais 70 fermetures d'agences et 10 % de suppression de postes sont prévues à la suite de la fusion.
En 2006, BB&T acquiert pour 3941,6 millions de dollars, Coastal Financial, une banque présence sur la côté de Caroline du Sud avec 24 agences
Le 15 août 2009, BB&T annonce le rachat des actifs de la Colonial Bank en accord avec la FDIC, à la suite de la faillite de Colonial Bank, l'une des plus grandes faillite de la crise financière de 2008. Au moment du rachat, Colonial avait 346 agences en Alabama, en Floride, en Géorgie, au Nevada et au Texas. À la suite de cette acquisition BB&T possède 1 800 agences,. Par la suite BB&T vend l'activité bancaire au Nevada qu'il a acquis via Colonial Bank, à US Bank.
En 2011, BB&T acquiert BankAtlantic, banque présente dans l'agglomération de Miami,.
En août 2014, Citigroup vend 41 agences dans le Texas à BB&T, après la vente de 21 autres agences au Texas en décembre 2013. À la suite de cette acquisition BB&T possède 123 agences au Texas.
En septembre 2014, BB&T acquiert Bank of Kentucky pour 363 millions de dollars. Bank of Kentucky possédait 32 agences,.
En novembre 2014, BB&T annonce l'acquisition de Susquehanna, une banque américaine présente en Pennsylvanie, au Maryland, au New Jersey et en Virginie-Occidentale pour 2,5 milliards de dollars,.
En août 2015, BB&T acquiert National Penn Bancshares pour 1,8 milliard de dollars, payable à 70 % en actions et à 30 % en liquidités. National Penn Bancshares possède 124 agences en Pennsylvanie, au New Jersey et au Maryland.
En février 2019, BB&T et SunTrust Banks annoncent fusionner leur activité, par un échange d'action de l'ordre 28 milliards de dollars, pour crée dans un nouvel ensemble basé à Charlotte qui devient la 6ème banque des États-Unis, avec 10 millions de clients, 442 milliards d'actifs, 301 milliards de crédits et 324 milliards de dépôts. Lors de cette fusion, les actionnaires de BB&T posséderont 57 % du nouvel ensemble contre 43 % pour ceux de SunTrust,,.
En août 2021, Truist annonce l'acquisition d'une filiale d'ECN Capital, une entreprise spécialisée dans les crédits, pour 2 milliards de dollars.
Le siège de la société se trouve dans le Truist Center à Charlotte, anciennement appelée Hearst Tower.